# بانوس إتش كوارتس
بانوس إتش كوارتس (باليونانية: Πάνος Κούτρας)‏ (و. القرن 20  م) هو مخرج أفلام، وكاتب سيناريو يوناني، ولد في أثينا.

## التعليم
تعلم في London Film School ‏
.

## وصلات خارجية
- بانوس إتش كوارتس على موقع IMDb (الإنجليزية)
- بانوس إتش كوارتس على موقع قاعدة بيانات الأفلام العربية
- بانوس إتش كوارتس على موقع ألو سيني (الفرنسية)
- بانوس إتش كوارتس على موقع أول موفي (الإنجليزية)
- بانوس إتش كوارتس على موقع قاعدة بيانات الفيلم (الإنجليزية)
- بانوس إتش كوارتس على موقع كينوبويسك (الروسية)